# Anthocephala
Anthocephala – rodzaj ptaków z podrodziny kolibrów (Trochilinae) w rodzinie kolibrowatych (Trochilidae).

## Zasięg występowania
Rodzaj obejmuje gatunki występujące w Kolumbii.

## Morfologia
Długość ciała około 8,4 cm.

## Systematyka

### Etymologia
- Anthocephala: gr. ανθος anthos „kwiat”; κεφαλη kephalē „głowa”[5].
- Simonula: Eugène Louis Simon (1848–1924), francuski ornitolog; łac. przyrostek zdrabniający -ula[6]. Nowa nazwa dla Anthocephala Cabanis & Heine, 1860, ponieważ Chubb uważał, że nazwa ta jest zajęta przez Anthocephalus Rudolph, 1819 (Cestoda).

### Podział systematyczny
Do rodzaju należą następujące gatunki:
- Anthocephala floriceps (Gould, 1854) – kolumbijczyk płowosterny
- Anthocephala berlepschi Salvin, 1893 – kolumbijczyk białosterny – takson wyodrębniony ostatnio z A. floriceps[8]